# Brute force-angreb
Et brute force-angreb er en generel metode til dekryptering, hvor samtlige mulige nøgler afprøves én efter én, indtil nøglen er fundet. En kryptografisk algoritme kaldes sikker, når den bedste måde at finde nøglen på er et brute force-angreb; omvendt brydes eller knækkes den ved at finde en hurtigere metode.
Man sikrer sig mod brute force-angreb ved at vælge en tilpas stor nøgle, f.eks. 128 bits. Et brute force-angreb ville i værste fald kræve 2128 eller ca. 3•1038 dekrypteringer, jævnfør tidskompleksiteten for lineær søgning. Hvis algoritmen f.eks. kræver 16 operationer, vil brute force-dekryptering med den pt. hurtigste supercomputer (2,5 exaflops) i gennemsnit tage 300 millioner milliarder år, hvilket er omkring 100 millioner gange universets forventede levetid. Denne beregning tager dog ikke højde for, at computere bliver hurtigere og hurtigere. 
Det amerikanske standardiseringsinstitut NIST har anbefalet, at brugen af nøgler på 80 bit udfases senest i 2015.